# Fritz Dölling
Fritz Dölling den äldre, ursprungligen Friedrich Dölling, född 29 augusti 1824 i Fürth, Bayern, död 7 maj 1903 i Sankta Eugenia katolska församling, Stockholm, var en bryggare och industriman.

## Biografi
Dölling gick i bryggarlära redan som 15-åring och kom 1856 till Sverige där han fick anställning hos bryggarpionjären Franz Adam Bechmann och hans bror Georg Bechmann. Efter Franz Bechmanns död blev Dölling bryggmästare på det som då kom att heta Bayerska Bryggeriet. Efter tre år startade han tillsammans med Carl Gustaf Simonsson Nürnbergs Bryggeri, som blev mycket framgångsrikt. Han startade senare även Hamburgerbryggeriet tillsammans med Simonsson och en släkting till honom.
År 1889 var Dölling delaktig i skapandet av konsortiet AB Stockholms Bryggerier, vars första direktör blev svärsonen Emil Egnell (senare känd som en av grundarna för Djursholms AB). Efter en schism lämnade han företaget och grundade tillsammans med sin son, Fritz Dölling den yngre Pilsenerbryggeriet som lades ner efter ekonomiska svårigheter 1909.
Dölling var praktiserande katolik. Han satt i katolska Josephinahemmets styrelse och var hedersmedlem i Concordia Catholica. Han var även aktiv i Deutsche Gesellschaft och andra tyska föreningar och var en av initiativtagarna till Svenska Bryggareföreningen.